# Schenkungsbuch
In Schenkungsbücher wurde der überwiegend durch Schenkungen erworbene Klosterbesitz eingetragen. Sie dienten der Darlegung der Rechtmäßigkeit und damit der Sicherung dieser Besitztümer. In der Regel handelt es sich um Abschriften von den Originalurkunden, nicht um den direkten Eintrag einer Notiz wie bei den teilweise protokollarisch geführten Traditionsbüchern. Zur Erleichterung der Verwaltung des Grundbesitzes wurden Urkunden aus mehreren Jahrhunderten meist geographisch geordnet zusammengestellt. Die Eintragungen wurden über einen längeren Zeitraum hinweg aktuell gehalten.

## Reichenbacher Schenkungsbuch
Das Reichenbacher Schenkungsbuch des Klosters Reichenbach im Nordschwarzwald ist in drei Abschriften überliefert: zunächst die St. Pauler Handschrift (1099–1105), dann die Stuttgarter Handschrift (1143–1152) und die Wiblinger Handschrift (16. Jahrhundert). Letztere ist allerdings seit 1963 verschollen. Der nicht erhaltene Ursprungstext wurde wohl schon zu Zeiten des Abtes Wilhelm († 1091) angefertigt.

## Schenkungsbuch des Klosters Lorsch
Ähnlich wie für Fulda sind für die Reichsabtei Lorsch bereits für das 8. Jahrhundert urkundliche Quellen über den Grundbesitz überliefert. Der im 12. Jahrhundert zusammengestellte Lorscher Codex enthält die Namen von über 1000 Ortschaften, die in ihm erstmals genannt werden.
Zu den im Lorscher Codex erstmals genannten Orten gehören Sersheim, Lohra, Neckargröningen, heute Ortsteil von Remseck am Neckar, Mannheim, Nauheim.

## Schenkungsbuch des Klosters Hirsau
Der Codex Hirsaugiensis wurde als redigierte Fassung der Traditiones Hirsaugenses angelegt, um einen geordneten Zugang zu den Klosterurkunden zu erhalten. Zu den im Hirsauer Schenkungsbuch genannten Persönlichkeiten gehört Konrad I. von  Württemberg.